# Sam S. Walker

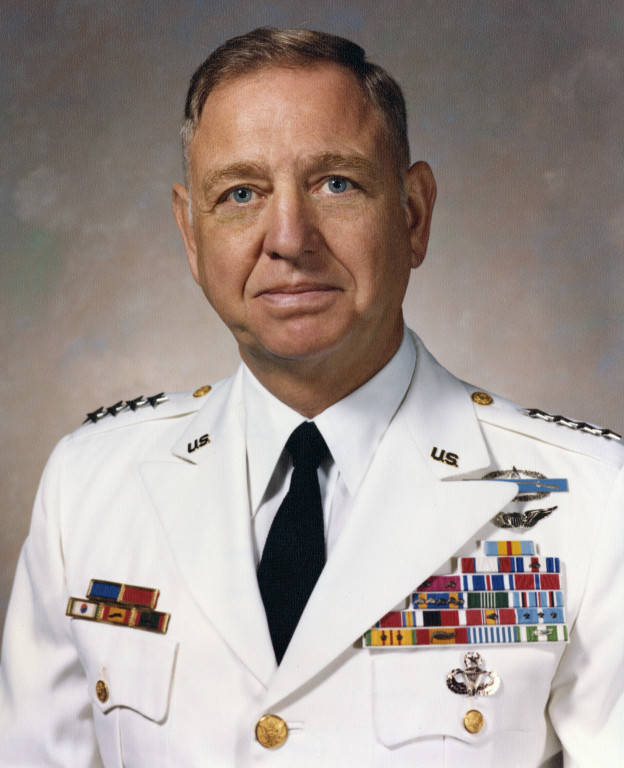
Sam Sims Walker

Sam Sims Walker (* 31. Juli 1925 in West Point, Orange County, New York; † 8. August 2015 in Charlotte, Mecklenburg County, North Carolina) war ein General der United States Army. Er war unter anderem Kommandeur der 3. Infanteriedivision.

## Leben
Sam Walker war ein Sohn von General Walton Walker (1889–1950) und dessen Frau Caroline Victoria Emerson (1897–1985). Er besuchte zunächst das Virginia Military Institute und wechselte dann an die United States Military Academy in seiner Heimatstadt West Point. Nach seiner im Jahr 1946 erfolgten Graduation wurde er als Leutnant der Infanterie zugeteilt. In der Armee durchlief er anschließend alle Offiziersränge vom Leutnant bis zum Vier-Sterne-General.

### Militärische Laufbahn
Im Lauf seiner militärischen Karriere absolvierte Walker verschiedene Kurse und Schulungen. Dazu gehörten unter anderem das Command and General Staff College und das National War College. Außerdem erhielt er einen akademischen Grad von der George Washington University. Darüber hinaus absolvierte er das Advanced Management Program der Harvard University.
Zunächst wurde Walker nach Japan zur 11. Luftlandedivision versetzt, wo er zu den dortigen amerikanischen Besatzungstruppen gehörte. Später war er während des Koreakriegs Kompaniechef einer Untereinheit der 24. Infanteriedivision. Nach seiner Heimkehr wurde er für einige Zeit Dozent an der Army Infantry School.
In den folgenden Jahren bekleidete Walker verschiedene Positionen als Kommandeur oder Stabsoffizier in verschiedenen Hauptquartieren, darunter auch im Pentagon. Zwischenzeitlich war er auch taktischer Offizier an der Militärakademie in West Point. Zu seinen Auslandseinsätzen gehörte auch eine Versetzung zum Stab des United Nations Commands bzw. der US Forces Korea in Südkorea. Mitte der 1960er Jahre wurde er Bataillonskommandeur im 30. Infanterieregiment.
Im weiteren Verlauf der 1960er Jahre meldete sich Walker freiwillig für einen Einsatz im Vietnamkrieg. Dort leitete er zunächst die G3 Stabsabteilung für Operationen der 1. Infanteriedivision. Danach kommandierte er eine Brigade, mit der er im Herbst 1966 an der Operation Attleboro beteiligt war.
Nach seiner Heimkehr wurde Walker zum Stab des Vice Chief of Staff of the Army versetzt, wo er die Stabsabteilung für Einsatzfähigkeit, Planungen und Analysen (Chief of Force Readiness, Force Planning, and Analysis) leitete. Danach war er für einige Zeit Vertreter des US-Heeres bei der Denkfabrik Council on Foreign Relations.

### Generalsrang
Im Jahr 1968 erreichte Walker mit seiner Beförderung zum Brigadegeneral die Generalsränge. Gleichzeitig wurde er zum Stab der 82. Luftlandedivision versetzt. Anschließend kehrte er ein weiteres Mal an die Militärakademie in West Point zurück, wo er im Jahr 1969 Führungsoffizier (Commandant of Cadets) der Kadetten wurde. Zwischen September 1972 und Juni 1974 kommandierte Sam Walker die in Deutschland stationierte 3. Infanteriedivision. Danach wurde er Kommandant des Amerikanischen Sektors von Berlin. In den Jahren 1975 bis 1977 war er, inzwischen als Generalleutnant stellvertretender Kommandeur des United States Army Forces Command in Fort McPherson in Georgia.
Anschließend wurde er zum Vier-Sterne-General befördert und zum Kommandeur des NATO Kommandos Allied Land Forces Southeast ernannt. Das Hauptquartier dieses Kommandos befand sich in der Nähe von Izmir in der Türkei. Damals kam es zu starken politischen Spannungen zwischen der Türkei und den Vereinigten Staaten, die unter anderem mit der türkischen Invasion Zyperns im Jahr 1974 und einem folgenden amerikanischen Waffenembargo gegen die Türkei zusammenhingen. Um das Verhältnis zwischen den beiden Staaten wieder zu entspannen, wurde beschlossen, das Kommando über die Allied Land Forces Southeast einem türkischen Vier-Sterne-General zu übertragen. Dieser wurde somit zu Walkers Nachfolger in diesem Amt. Damals war aber angeblich keine Stelle eines Vier-Sterne-Generals im US-Heer frei, auf die man Walker hätte versetzen können. Daher bot man ihm eine vorübergehende Degradierung zum Drei-Sterne-General und den Posten des Stabschefs des United States European Commands an. Walker lehnte dieses Angebot ab und zog es vor, im Jahr 1978 in den Ruhestand zu gehen.

### Spätere Jahre
Zwischen 1981 und 1988 leitete Sam Walker das Virginia Military Institute. Außerdem gehörte er dem Vorstand einigen Stiftungen und Organisationen an. Er starb am 8. August 2015 im Alter von 90 Jahren und wurde auf dem Friedhof der Militärakademie in West Point beigesetzt.

## Orden und Auszeichnungen
Sam Walker erhielt im Lauf seiner militärischen Laufbahn unter anderem folgende Auszeichnungen:
- Defense Distinguished Service Medal
- Army Distinguished Service Medal
- Silver Star
- Legion of Merit
- Bronze Star Medal
- Distinguished Flying Cross
- Air Medal
- Army Commendation Medal
- American Campaign Medal
- Army of Occupation Medal
- National Defense Service Medal
- Korean Service Medal
- Vietnam Service Medal
- Gallantry Cross (Südvietnam)
- Turkish Armed Forces Medal of Distinguished Service (Türkei)
- United Nations Service Medal Korea (UNO)
- Vietnam Campaign Medal

Außerdem erhielt er verschiedene Unit Awards. 